# الطيب الجغلالي
الطيب بوقاسمي المدعو العقيد سي الطيب الجغلالي ، مناضل وثوري وقائد عسكري أثناء ثورة التحرير الجزائرية، ولد في العمارية بالمدية سنة 1916 واستشهد بدار الشيوخ، الجلفة في 1959.

## نشأته
ولد الطيب الجغلالي سنة 1916 بقرية أولاد تركي (بني بو يعقوب) في بلدية العمارية بالمدية في أسرة فلاحية يسيرة الحال  ، وبدأ تعليمه في الكتّاب بمسقط رأسه فحفظ القرآن الكريم خلال ست سنوات لينتقل بعدها إلى مسجد الشارف بفرقة مدالة (العمارية) ألم فيه بمبادئ علوم اللغة والدين الحنيف، على يد سي الطاهر سوالمي، ثم التحق بزاوية الوزانة ببلدية العيساوية دائرة تابلاط أين ألم بأحكام الشريعة على يد المشايخ منور بلوزاني والطيب بلوزاني  ، وكالعديد من الشباب آنذاك رفض تأدية الخدمة الإجبارية.

## نشاطه الثوري

### قبل الثورة
إلتحق باكرا بصفوف الحركة الوطنية بانضمامه إلى صفوف حزب الشعب الجزائري سنة 1937 فتولى قيادة فوج من أفواج الحركة بناحيته، حيث كان يقصد المساجد والزوايا المنتشرة يوزع من خلالها المنشورات ويلقي دروسا في الوعظ والإرشاد يدعوهم من خلالها للانضمام في صفوف الحركة الوطنية وتمكن من إنشاء أقسام في المدية، العمارية، البرواغية وكل شرق عاصمة التيطري.
وفي سنة 1947 ألقت السلطات الفرنسية القبض عليه بمدينة تابلاط وحكمت عليه بـ 04 سنوات سجنا، وبغرامة مالية قدرها 400 فرنك فرنسي، وبالنفي من المدينة لـ 04 سنوات بفرقة وادي البسباس قضاها متنقلا بين تابلاط وعين بوسيف والبرواقية  وهناك ازدادت شعبيته، حيث عمل معلما بالمساجد (بن شكاو، الغزاغزة، أولاد علي) يقدم الدروس ويبعث فيهم الوعي الوطني، فتمكن سنة 1948 من تجنيد شباب وحرق مركز انتخابي ودمروا عدة شاحنات ومقهى لأحد المعمرين ببلدية العمارية، حيث أصيب أثناء العملية أكثر من 50 مدنيا بجراح خطيرة، واستشهد 04 مناضلين.
وفي سنة 1951 ألقي عليه القبض من جديد وعذب للبوح بأسرار الحركة والمنشورات، كما نصبت السلطات الاستعمارية سنة 1953 كمينا للقبض عليه لكنها فشلت، فأقدمت على حرق منزله بالكامل لكن هذا لم يثبط عزيمته فازدادت نشاطاته وتحركاته واتصالاته بالجماهير لغرس الفكر التحرري لدى الشعب.

### أثناء الثورة

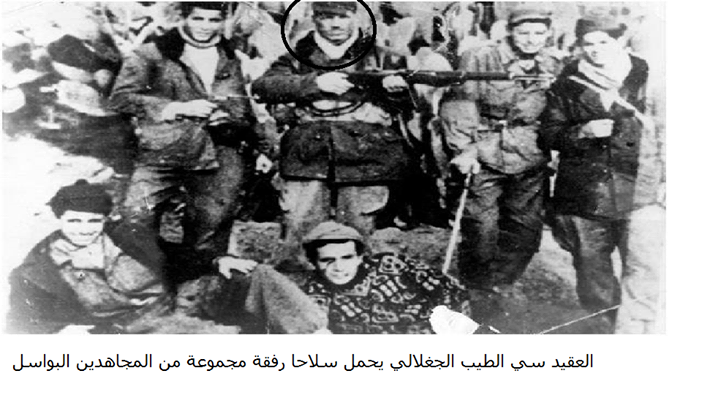

يعتبر سي الطيب من الرعيل الأول الذي فجر الثورة، حيث كانت له اتصالات مع سويداني بوجمعة الذي درس معه أوضاع المنطقة وإمكانياتها وأسندت له غداة انطلاق الثورة مهمة الإمداد العسكري وجمع الأسلحة وتهيئة مخابئ الثوار التي بلغ عددها 16 مخبأ موزعة على نواحي المدية، كما كلف بمسؤولية إنشاء الخلايا وتشكيل الأفواج والبحث عن العناصر الموثوق بها، وقام برفقة عدد من المجاهدين بكمين بقرب مدينة المدية أسفر عن مقتل 04 دركيين فرنسيين وغنم المجاهدون 04 مسدسات و 04 رشاشات من نوع «مات»، وبعد شهر فقط نصب كمين ناجحا آخرا بـ «أمنسو» بلدية الحمدانية دائرة المدية قتل خلالها 14 جنديا فرنسيا، وغنم جنود التحرير باللباس والسلاح وأصيب أثناءها أحد المجاهدين بجراح.
وفي عام 1956 وضع الطيب بوقاسمي حدا لنشاط المصاليين دعاة الاندماج فنصب لهم كمينا محكما بنواحي «القويعة» بلدية أولاد هلال بقصر البخاري قضى من خلالها على 30 جنديا وألقى القبض على 35 مصاليا نفذ فيهم حكم الإعدام، ولكفاءته العالية في ميدان المعركة تولى قيادة المنطقة الثانية من الولاية الرابعة، فضاعف من تصعيد عملياته العسكرية ضد مواقع مراكز العدو ما جعل الولاية الرابعة تعينه رائدا سنة 1957، وفي أوائل عام 1958 عقد اجتماعا ضم القادة أمحمد بوقرة قائد الولاية الرابعة، وسي الحواس قائد الولاية السادسة وعميروش قائد الولاية الثالثة تم فيه إيفاد سي الطيب الجغلالي مرفوقا بالشهيد الرائد محمود باشن وعدد آخر من الضباط والكومندوس إلى الولاية السادسة، حيث كلف عند وصوله بمهمة رائد سياسي مساعد للعقيد سي الحواس ولما استشهد سي الحواس يوم 29 مارس 1959 عينت القيادة العليا للثورة سي الطيب الجغلالي قائدا للولاية السادسة.
انتقل في 1958 إلى تونس أين كانت له اتصالات بالمسؤولين عن الثورة وتم تعيينه على رأس الولاية السادسة برتبة عقيـد، ويعد من بين الذين اجتازو خطي شال وموريس مع أكثر من 200 جندي وفي طريق عودته من تونس توجه إلى الولاية الرابعة لترتيب أمور توليه للولاية السادسة التي قادها في مرحلة ما بين سي الحواس والطاهر شعبان، ولم تتعد فترة مسؤوليته أربعة أشهر.

## استشهاده
وخلال ممارسته لمهامه كعقيد للولاية السادسة وقع في كمين بجبل قعيقع بولاية الجلفة سقط على إثرها شهيدا في ميدان الشرف بمعية ذراعه الأيمن محمود باشن و 13 جنديا أغلبهم ضباط يوم 29 جويلية 1959 حسب الولاية السادسة  ، وفي قول آخر أن الطيب الجغلالي تم اعتقاله بتهمة الاتصال بفرنسا ومحاكمته وإعدامه من طرف العقيد شعباني وعلي بن مسعود  وتبقى الحقيقة مدفونة مع الشهيد.